# Цумань (станція)
Цу́мань — проміжна залізнична станція Рівненської дирекції Львівської залізниці на лінії Здолбунів — Ковель між станціями Клевань (11 км) та Олика (10 км). Розташована в селі Кадище Луцького району Волинської області

## Історія
Станцію відкрито 1879 року під такою ж назвою на вже існуючій залізниці Здолбунів — Ковель, яка введена в експлуатацію 1873 року.
2001 року електрифікована у складі дільниці Рівне — Ківерці. 

## Пасажирське сполучення
На станції зупиняються приміські електропоїзди сполученням Здолбунів — Луцьк / Ковель. Також на станції здійснює технічну зупинку нічний швидкий поїзд № 58/57 «Голубі озера» сполученням Ковель — Одеса.